# Pseudorethona albicans
Pseudorethona albicans är en fjärilsart som beskrevs av Walker 1855. Pseudorethona albicans ingår i släktet Pseudorethona och familjen tandspinnare. Inga underarter finns listade.